# Barbara Uffer

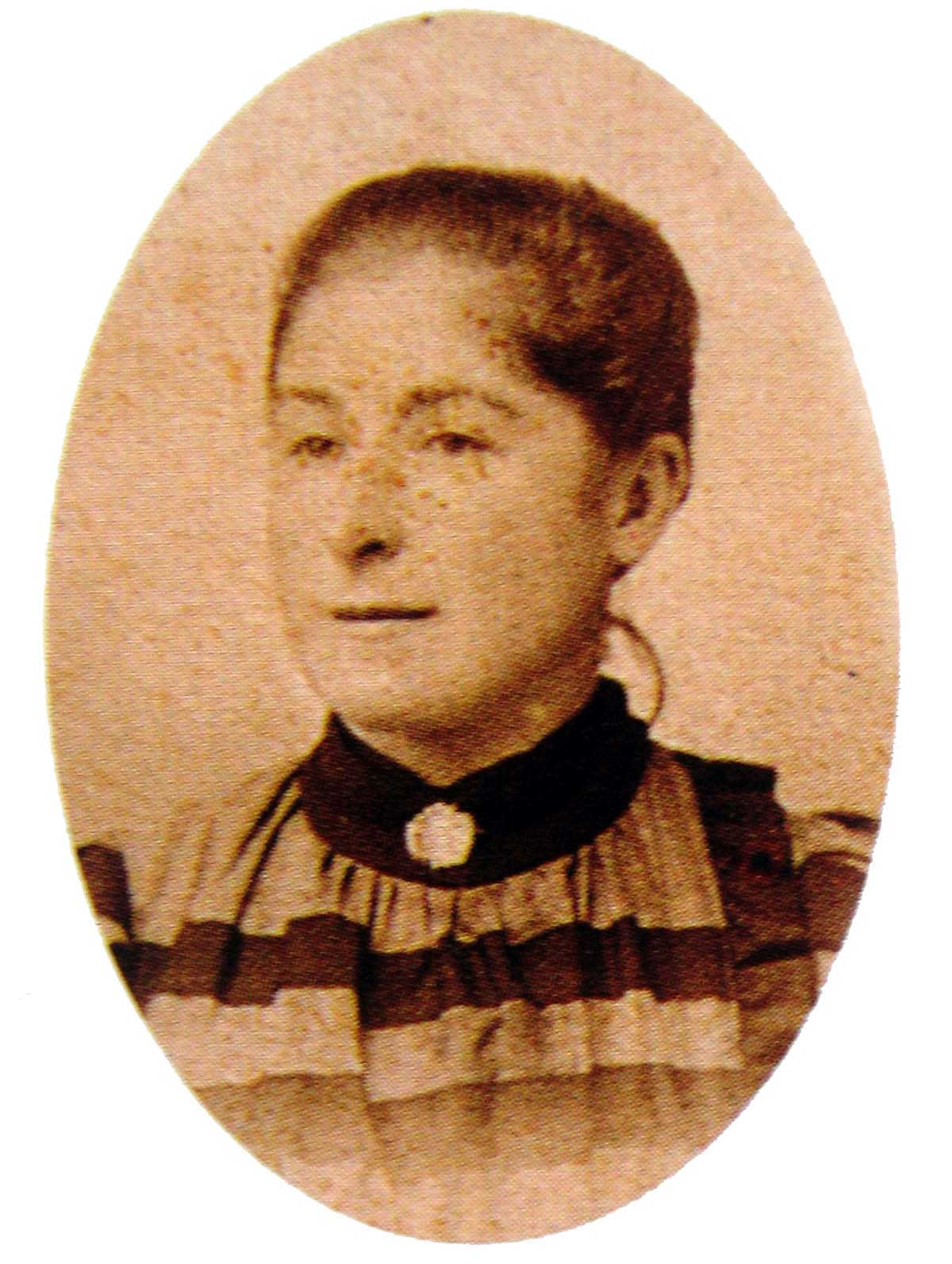
Barbara Uffer als Zwanzigjährige

Barbara Uffer (* 1873 in Savognin; † 1935) war Kindermädchen in der Familie des Malers Giovanni Segantini, dessen Modell und eine der wichtigsten Personen im Leben und Schaffen des Malers.

## Leben
Barbara Uffer, genannt «Baba», wuchs als Tochter eines Schreiners zusammen mit sechs Geschwistern in Savognin im Kanton Graubünden auf. Als Dreizehnjährige arbeitete sie als Küchenhilfe im Hotel «Pianta». Hier lernte Segantini, der während der ersten drei Monate seines Aufenthaltes in Savognin dort wohnte, das Mädchen im August 1886 kennen und stellte sie als Kindermädchen und Haushaltshilfe ein. Segantinis Tochter Bianca schrieb über sie: „Sie war klug und fromm und lernte bald neben den häuslichen Arbeiten, die ihr anvertraut waren, das Leben, das um sie war, in ihr Herz aufzunehmen.“ 

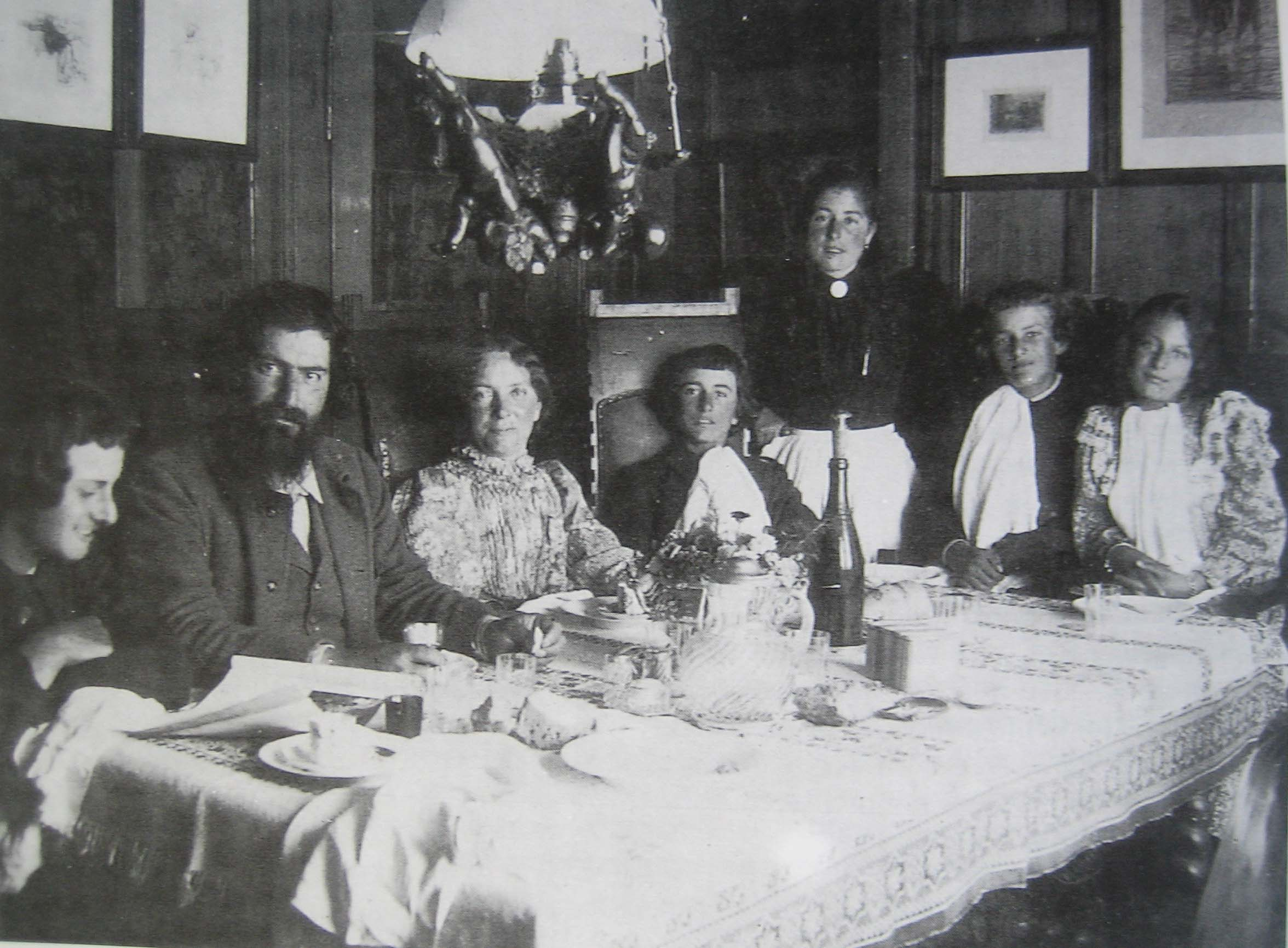
Familie Segantini in Maloja, 1898: von links Gottardo, Giovanni, Bice, Mario, Barbara Uffer, Alberto, Bianca

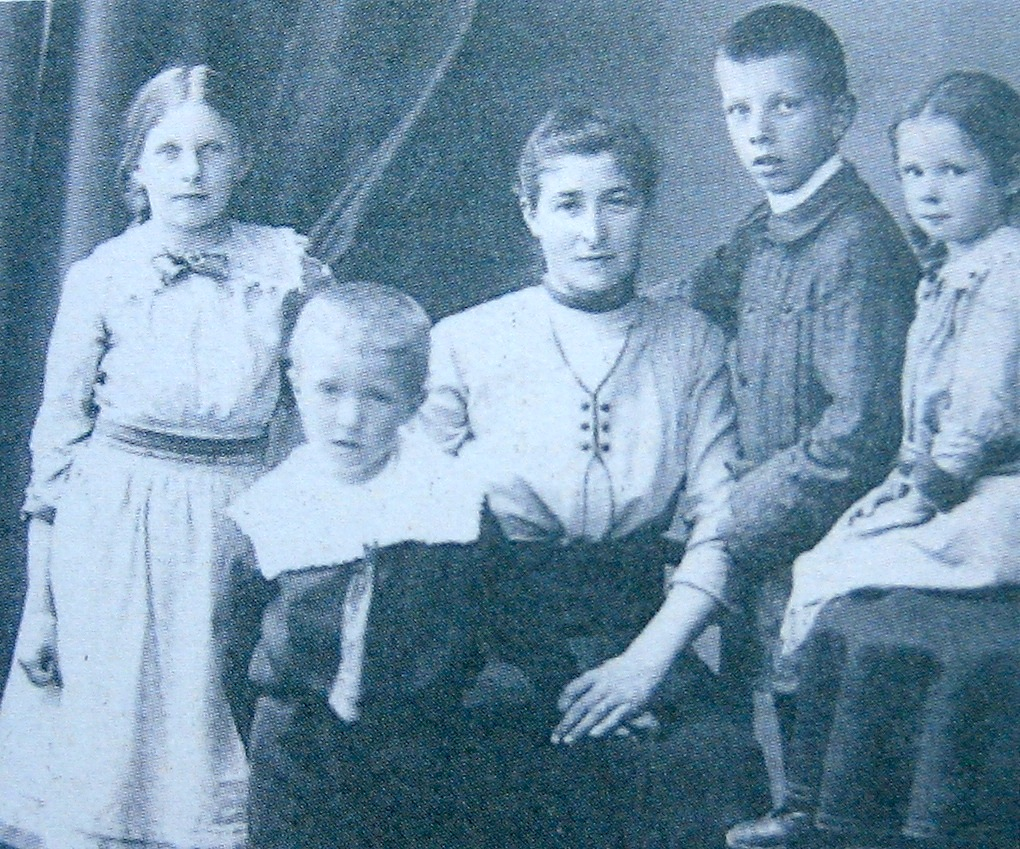
Barbara Uffer 1918 mit ihren Kindern

Baba kümmerte sich um die vier kleinen Kinder Gottardo, Alberto, Mario und Bianca und besorgte die 14 Zimmer des Hauses «Peterelli» am südlichen Dorfrand. Da die Arbeiten bis spät in den Abend hinein dauerten, übernachtete sie bei den Segantinis. Als die Kinder etwas grösser waren, gehörte es auch zu ihren Pflichten, Segantini während des Malens vorzulesen und ihn mit Malutensilien, Lesestoff und Proviant zu versorgen, wenn er im Freien malte. Schon bald wurde Barbara Segantinis Modell, wenn er für seine Bilder eine junge Frauenfigur benötigte. Für die junge Barbara eröffneten sich damit neue literarische und künstlerische Welten. Zudem war sie neben der Gattin Bice die einzige, die die Entstehung der Bilder mitverfolgen konnte.
Im August 1894 zog Segantini mit seiner Familie ins Oberengadin um, wohin ihnen Baba, zum Erstaunen ihrer Familie, folgte. In Maloja und Soglio, wo die Segantinis die Wintermonate verbrachten, war sie als vollwertiges Mitglied in die grosse Familie und ihr grossbürgerliches Leben integriert. Sie verdiente monatlich 35 Schweizer Franken, die ihr manchmal mit grosser Verspätung ausbezahlt wurden. Wann immer es ging, nahm sie zusammen mit den Kindern am Unterricht des Hauslehrers teil und lernte so Italienisch und Französisch.
Im September 1899 begleitete sie Segantini zusammen mit dem 14-jährigen Sohn Mario auf den Schafberg, der dort am Mittelbild La natura des Alpentriptychons malte. Als er erkrankte, eilte sie ins Tal, nahm in Pontresina eine Kutsche und fuhr nach St. Moritz, wo sie den Arzt Oskar Bernhard benachrichtigte. Die Hilfe kam zu spät: Segantini starb am 28. September 1899 auf dem Schafberg an einer akuten Bauchfellentzündung. Der Maler Giovanni Giacometti, der oft mit Segantini zusammengearbeitet hatte und ihn auf dem Totenbett malte, schrieb an seinen Kollegen Cuno Amiet: „Die arme Baba! Sie hat vielleicht am intensivsten mit seiner Kunst gelebt. Alles, was ihm beim Arbeiten durch den Kopf ging, hat er der Baba mitgeteilt und sie hat es in ihrem Herzen behalten.“ Wie Babas Tochter Margaritta später sagte, wäre sie zeitlebens bei der Familie geblieben und hätte selber nie geheiratet. In ihrem Nekrolog hielt Bianca Segantini an Babas Beerdigung fest: Nach dem Tod meines Vaters blieb sie mit uns – eine treue Gefährtin meiner Mutter und eine liebevolle Vermittlerin zwischen dem strengen Schmerz, der allein das Leben der verwitweten jungen Frau ausfüllte, und dem Freude gebietenden Gesetz der Kinder, die wir damals noch waren.
Nach Segantinis Tod blieb Barbara noch fünf Jahre bei der Witwe Bice und den Kindern. 1905, nach 19 Jahren im Dienste der Familie Segantini, verliess Barbara Uffer im Alter von 33 Jahren die Familie. Im selben Jahr heiratete sie in Savognin den Witwer Tsasper Spinatsch, der den dreijährigen Franz mit in die Ehe brachte. Das Paar zog nach St. Gallen, wo Tsasper als Magaziner arbeitete. Barbara brachte drei Kinder zur Welt: Franziska (1906), Peter (1908) und Margaritta (1910). In der Familie wurde Rätoromanisch gesprochen.
Barbara Uffer war tief religiös und versäumte kaum je eine Frühmesse. Der freien Weltanschauung Giovanni Segantinis war sie stets tolerant begegnet; sie erkannte gelebte Religiosität in seinen Bildern und in der vorbildlichen Ehe, die die Segantinis führten. Aus diesen Gründen entbehren Gerüchte über eine Dreiecksbeziehung, über die immer mal wieder geflüstert wurde, jeglicher Grundlage.
Mit der Familie Segantini blieb Barbara Uffer zeit ihres Lebens verbunden. Jedes Jahr legte sie an Segantinis Todestag einen Blumenstrauss auf sein Grab auf dem Friedhof von Maloja. Barbara Uffer starb zwei Jahre nach ihrem Gatten. Sie war durch einen Diabetes geschwächt und erlag 1935 einer rasch verlaufenden Krebserkrankung. Bice Segantini nahm am Begräbnis teil.

„Baba war ein einfaches, sanftes Wesen, sauber und heiter, über Gefahren lächelnd, arglos in ihrer Unschuld. Unter dem Helm goldbrauner Haare lugten rosige Ohren hervor. Der grösste Gegensatz in dem weissen und roten Gesicht waren die kleinen, schwarzen Augen, die unter den blonden Brauen scharf dreinschauten. […] Während des Sommers trug sie einen Strohhut mit niederem Kopf und breiter Krempe. Die weissen Puffärmel ragten aus einer dunkelblauen, rotgefütterten Weste, die sich an den Körper anschmiegte. Im Winter war sie in ein mit Wolle gefüttertes Kleid und in eine Kapuze eingemummt; wenn sie aber im Haus schaltete oder im Stalle Modell sass, trug sie eine weisse Haube oder ein Tuch, das ihr Haar fast völlig verhüllte.“

## Barbara Uffer als Modell

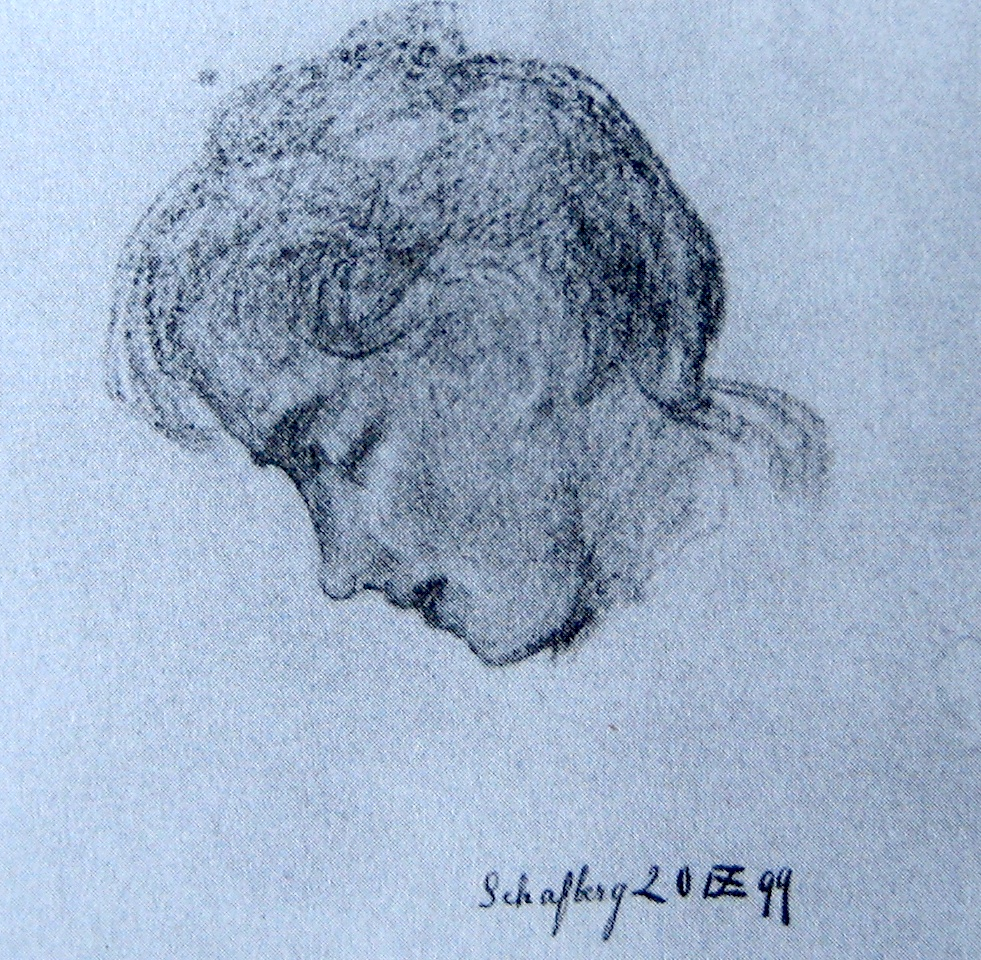
Skizze von Barbara Uffer, 1899

Barbara Uffer diente Segantini weniger als Person, die es zu porträtieren galt, sie war für Segantini vielmehr die archetypische Figur der einfachen Bäuerin, die er unter anderem als trinkendes Mädchen am Brunnen in Bündnerin am Brunnen von 1887 darstellte; als strickendes Mädchen auf einer Wiese in Strickendes Mädchen von 1888; als Schafhirtin unter strahlend blauem Himmel in Mittag in den Alpen von 1891 und 1892 oder als Schlafende neben einem Zaun in Ruhe im Schatten aus dem Jahre 1892. Das einzige Porträt von Barbara Uffer zeichnete Segantini am 20. September 1899, wenige Tage vor seinem Tod auf dem Schafberg, eine kleine Bleistiftzeichnung. Er widmete sie seiner Gattin Bice mit den Worten: «Alla mia cara Signora perchè non si dimentichi della sua Baba». (Meiner lieben Frau, damit man ihre Baba nicht vergisst.) Auf allegorischen Darstellungen fehlt Baba; dies passte nicht zu ihrer Erdverbundenheit.
Am ehesten erkennt man Baba in Bündnerin am Brunnen, das sie als trinkendes Mädchen in Bündner Tracht an einem Brunnen zeigt, das einzige Bild, in dem sie aus solcher Nähe gemalt dargestellt ist. Aber auch hier ging es Segantini weniger um ein Porträt von Baba, sondern um den Akt des Trinkens.
Eines der bedeutendsten Werke aus der Zeit in Savognin ist das Bild Strickendes Mädchen, das Baba auf einer Wiese sitzend beim Stricken zeigt. Wie bei den meisten Darstellungen, die sie als ganze Figur zeigen, trägt sie auch hier das lange blaue Arbeitskleid aus dickem Wollstoff und die schweren Schuhe.
Im Bild Meine Modelle sind Baba und der Hausknecht dargestellt, wie sie im Schein einer Laterne das im Entstehen begriffene Bild Rückkehr zum Schafstall betrachten, in dem wiederum Baba dargestellt wird – Baba betrachtet ein Bild ihrer selbst. Im Hintergrund steht das Bild Pflügen, das heute in der Pinakothek in München ausgestellt ist.
Vom Bild Mittag in den Alpen, dessen erste Fassung 1891 entstand, malte Segantini ein Jahr später eine zweite Fassung; beide stellen Barbara Uffer als Schafhirtin dar. Die erste Fassung hängt im Segantini Museum, die zweite Fassung gehört dem Ohara Museum of Art in Kurashiki in Japan.

„Ihre ungekünstelte Gelassenheit scheint unmittelbar jener reinen Bergwelt zu entspringen, die Mensch, Tier und Natur in einem friedlichen Neben- und Miteinander vereint.“

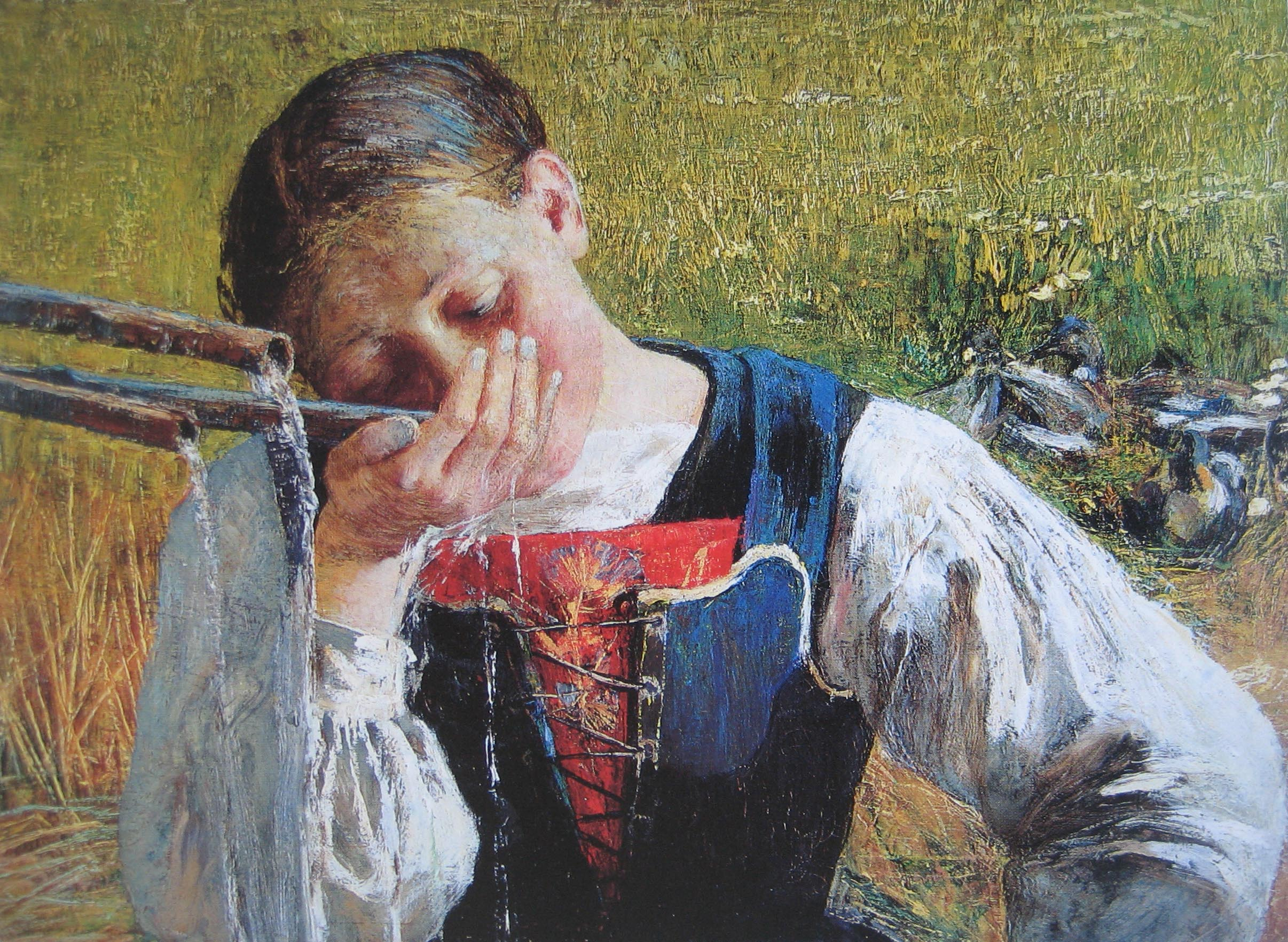
Bündnerin am Brunnen, 1887
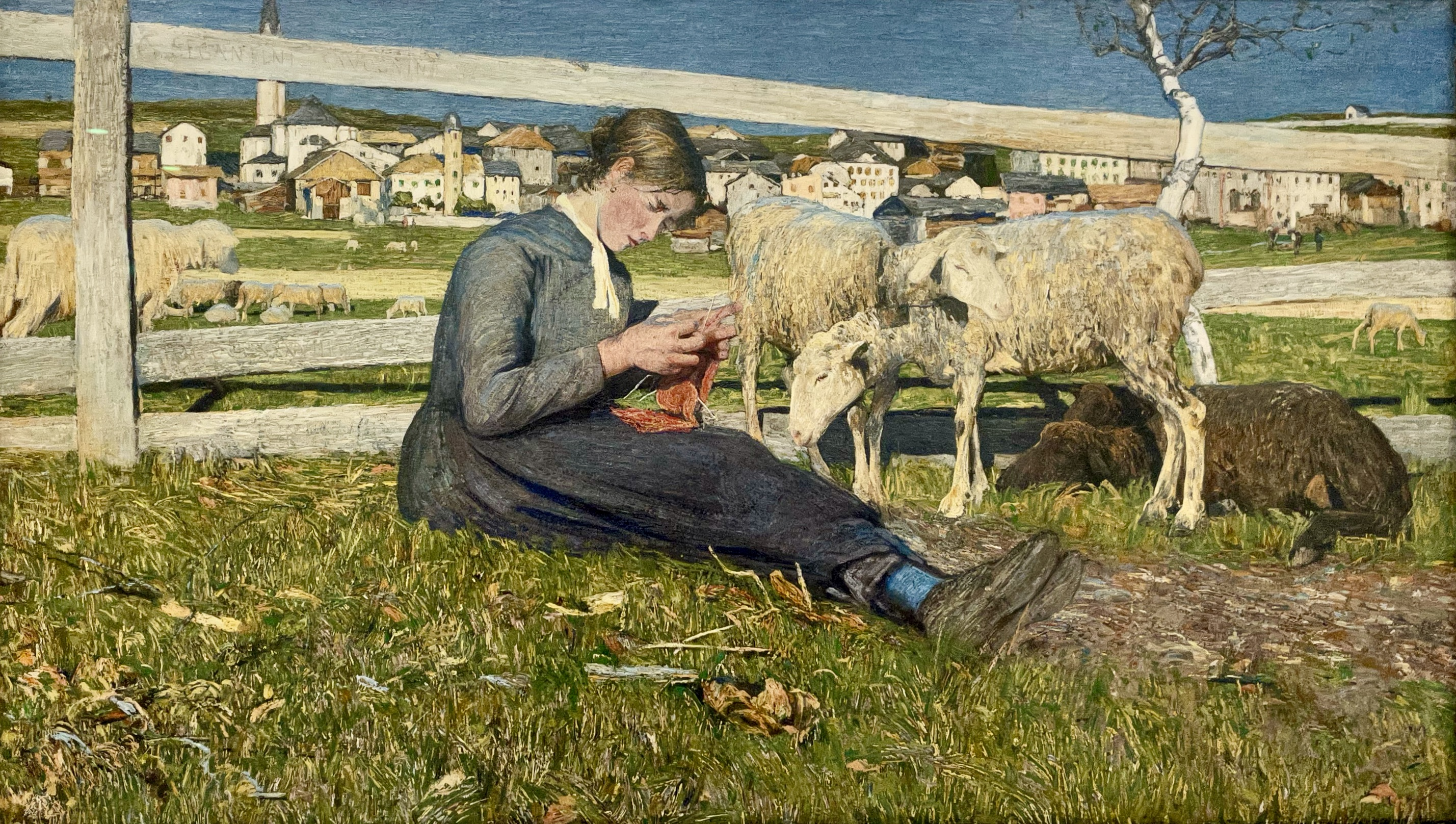
Strickendes Mädchen, 1888
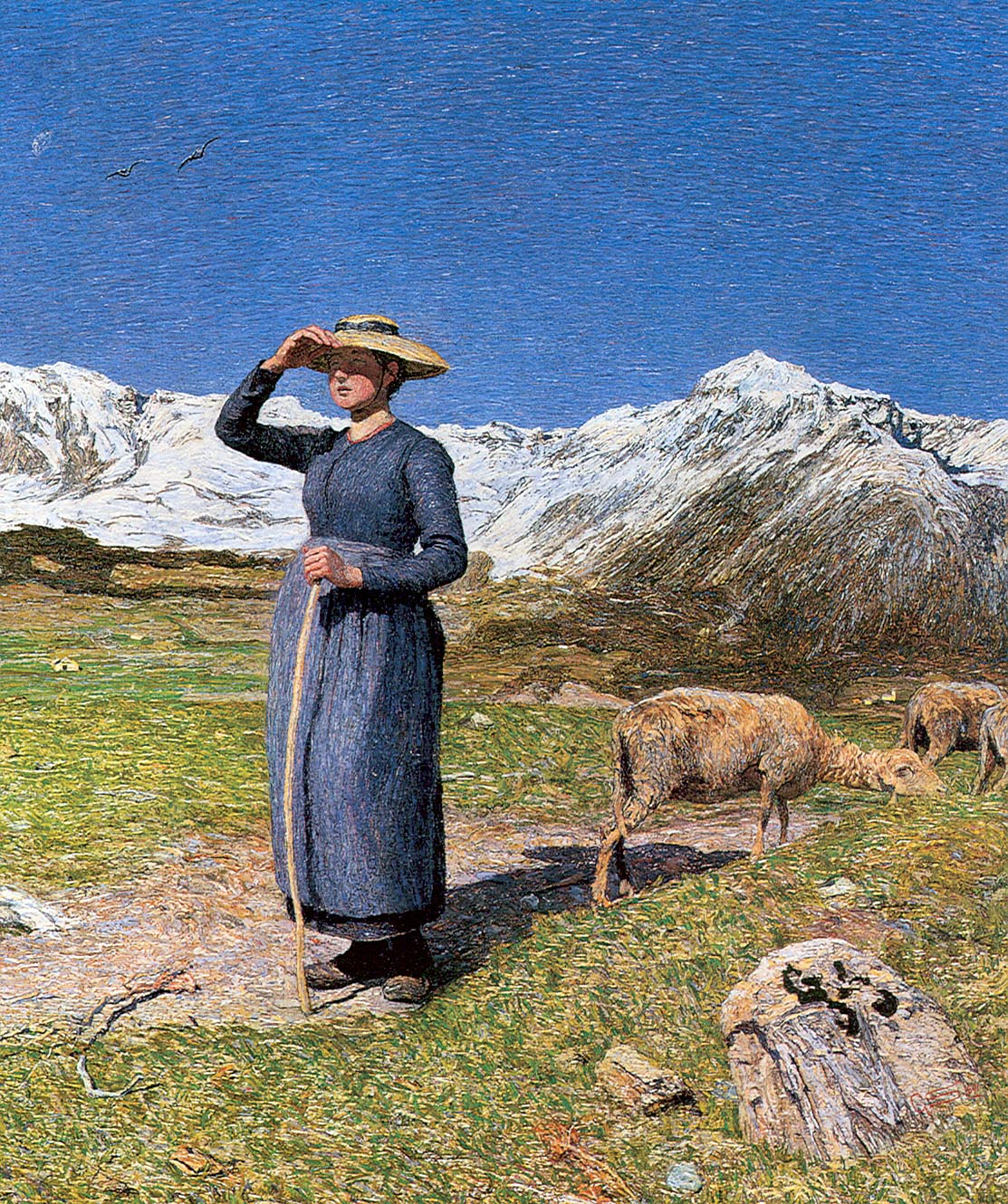
Mittag in den Alpen, 1891
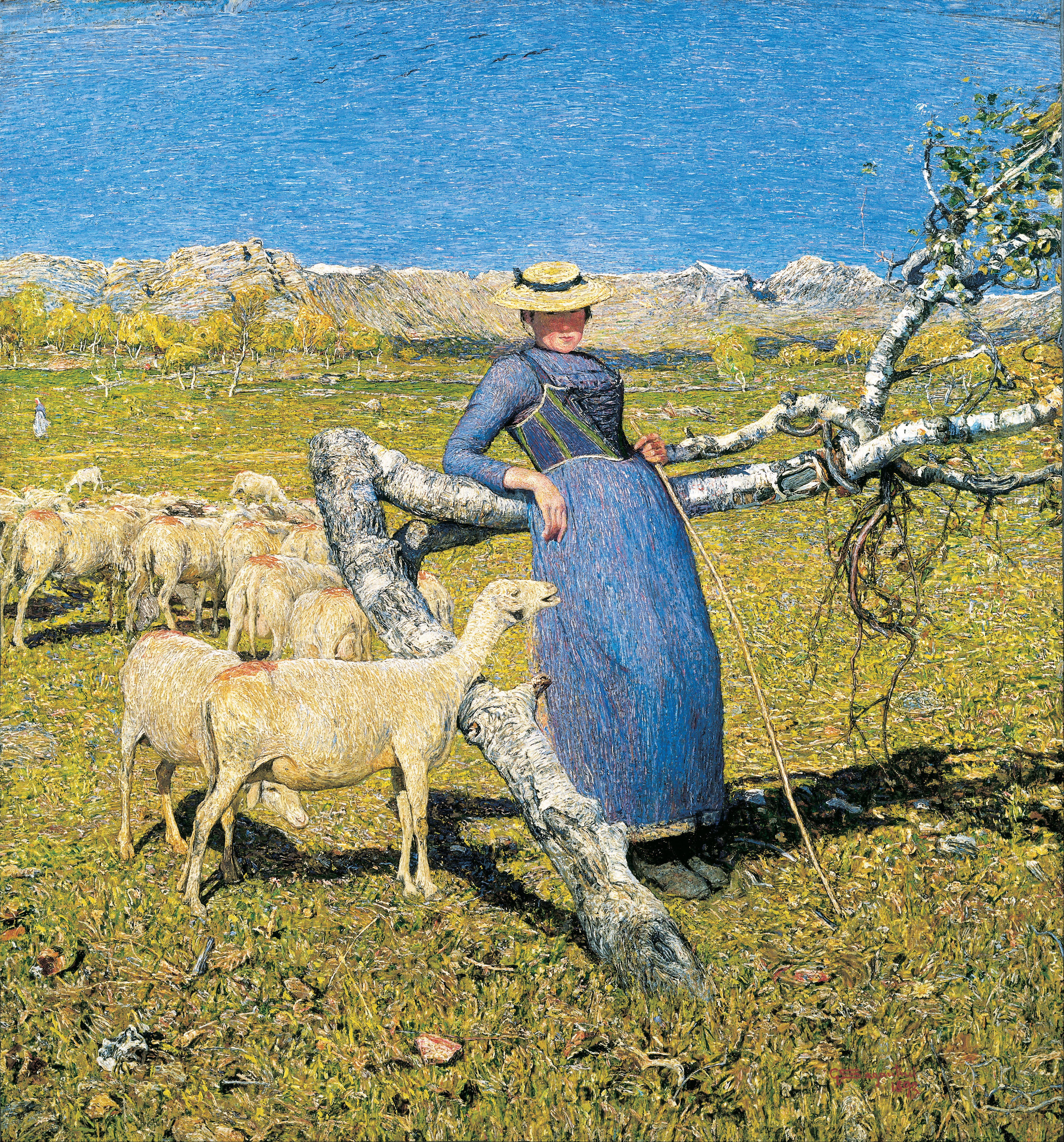
Mittag in den Alpen, 1892
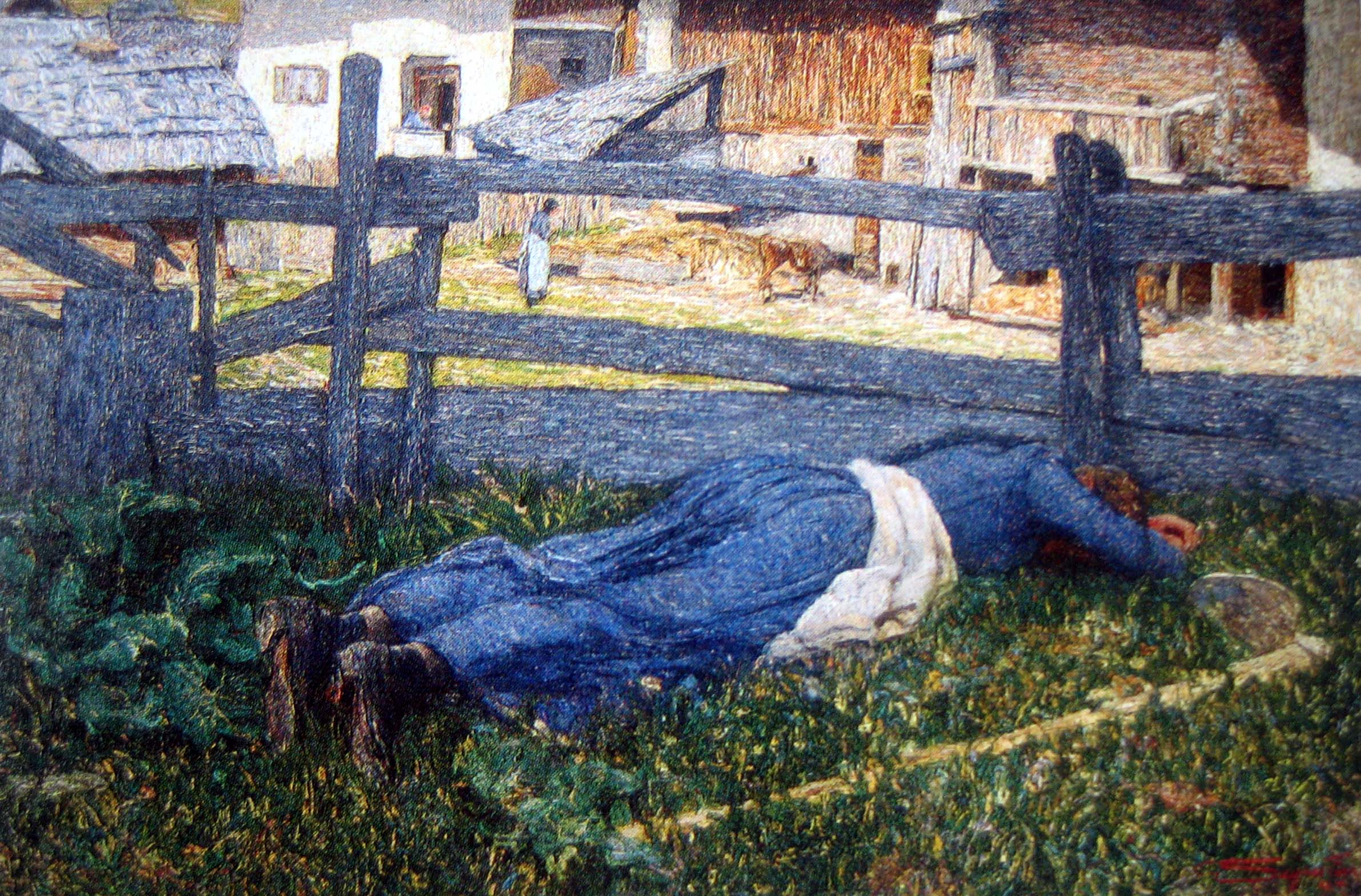
Ruhe im Schatten, 1892
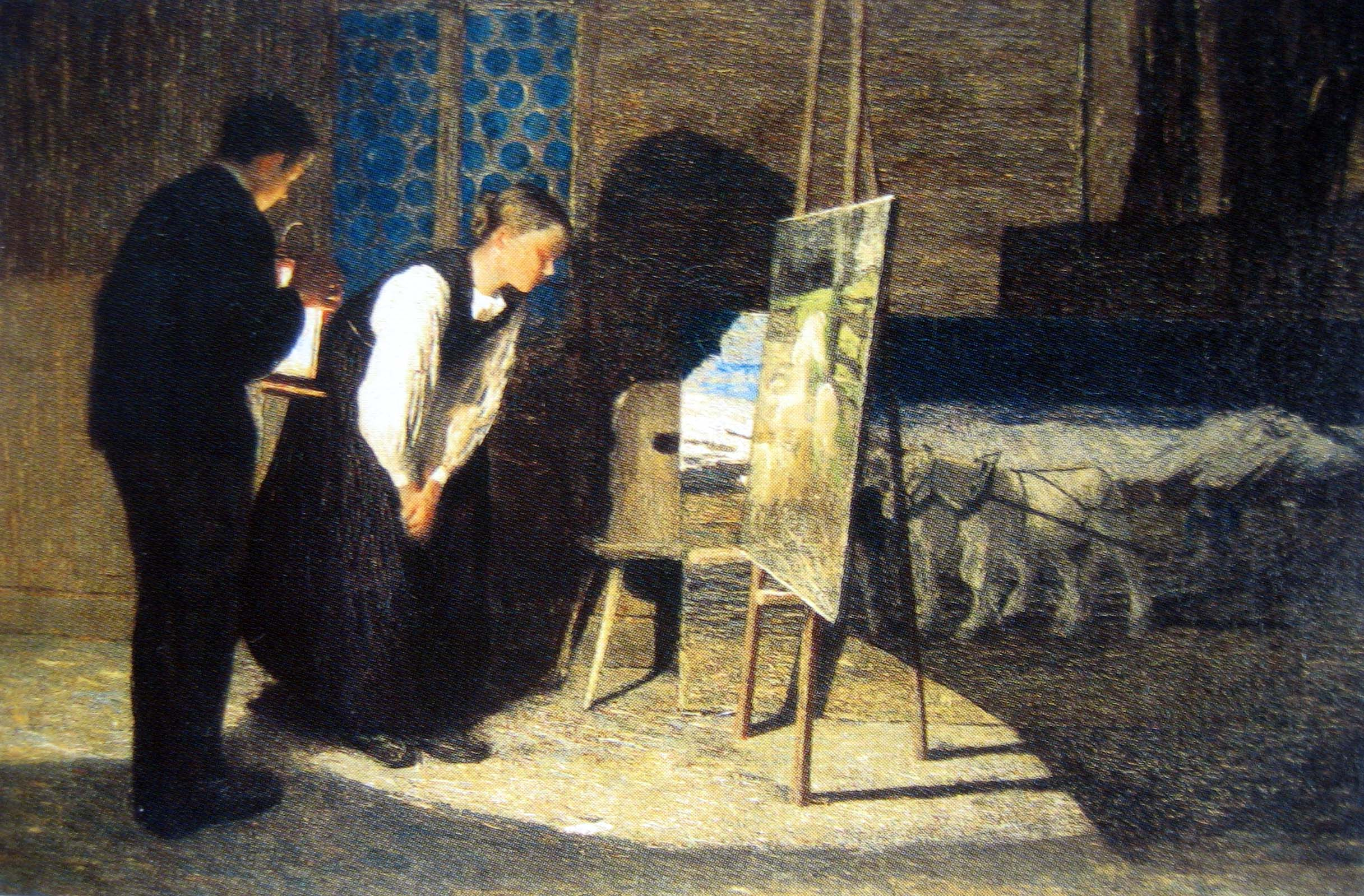
Meine Modelle. 1888

## Ausstellung

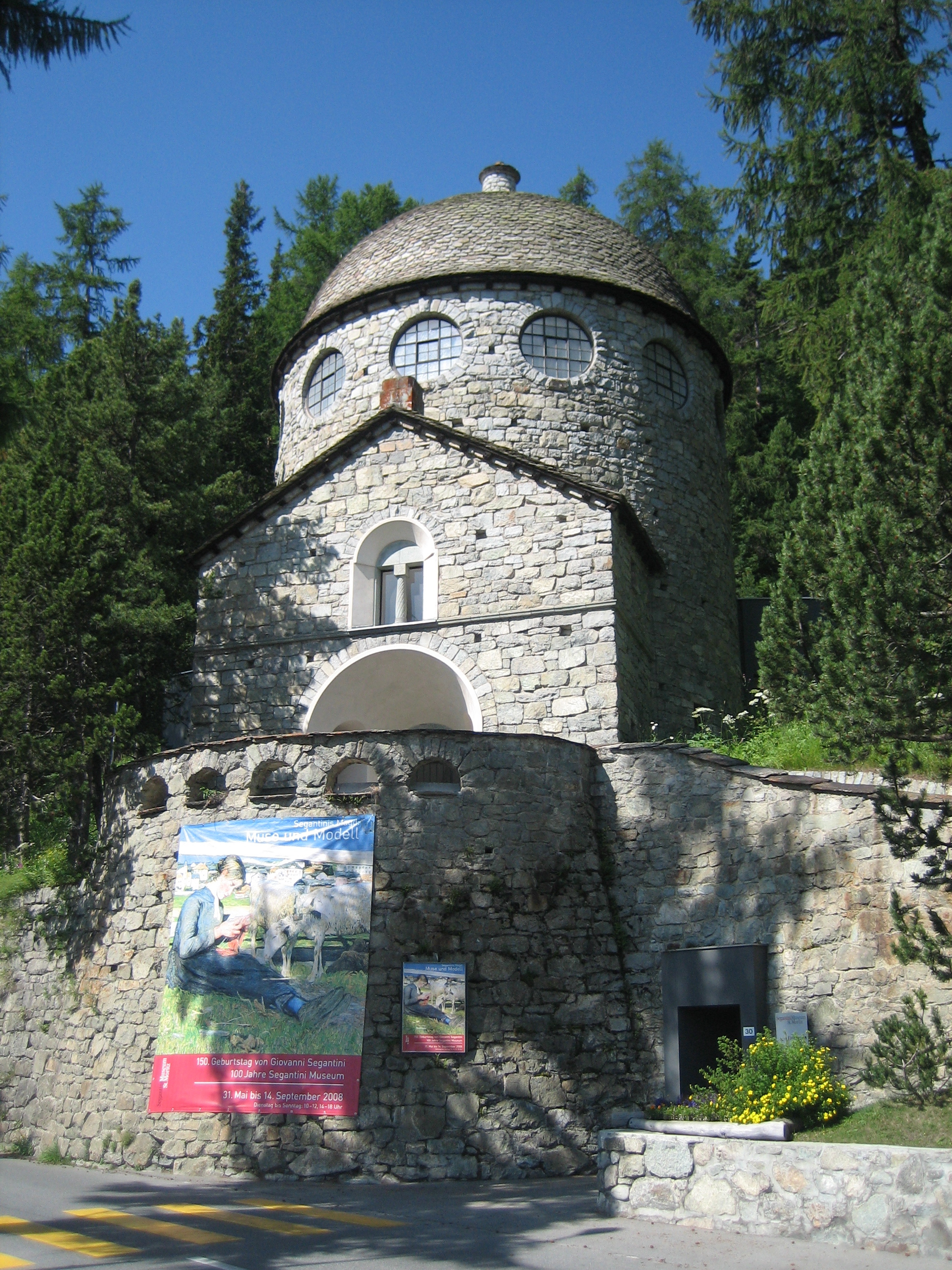
Segantini Museum

Anlässlich Segantinis 150. Geburtstags und des gleichzeitigen 100-jährigen Bestehens des Segantini Museums in St. Moritz zeigt das Museum im Sommer 2008 die Barbara Uffer gewidmete Ausstellung Segantinis Magd: Muse und Modell. Zu diesem Zweck wurden dem Museum Werke aus anderen Museen oder aus Privatbesitz leihweise zur Verfügung gestellt; so zum Beispiel die zweite Fassung von Mittag in den Alpen aus dem Jahr 1892, das seit Jahrzehnten nicht mehr in Europa gezeigt wurde oder Ruhe im Schatten aus der Sammlung von Christoph Blocher.
Die Vernissage fand am 30. Mai 2008 statt. Unter den Gästen war der Enkel von Barbara Uffer, Peter Spinatsch.